# Башмаковы
Башмаковы — три дворянских рода, из рязанских бояр.
При подаче документов (04 июля 1686), для внесения рода в Бархатную книгу, была предоставлена родословная роспись Башмаковых, выписка Палаты родословных дел из старинного родословца и издан указ о взятии сказок у однородцев Воронцовых-Вельяминовых и Аксаковых о происхождении Башмаковых.

## Происхождение и история родов
Есть три фамилии Башмаковых:
1. Потомство Симона Африкановича, родоначальника Вельяминовых; один из потомков последнего, Даниил Васильевич, имел прозвище Башмак, откуда и фамилия Башмаковых. У него было пять сыновей и тринадцать внуков. Внук его, Василий Андреевич, осадный голова в Велиже (1580-1581), а правнук, Афанасий Григорьевич, — дьяк земского приказа при Иоанне Васильевиче Грозном (в ОГДР не внесены). При отмене местничества, этот род подал документы на включение в Бархатную книгу, но в связи с чем, что Воронцовы-Вельяминовы и Аксаковы своих родословий не представили, поэтому родословие Башмаковых в БК внесено не было[2].

2. Потомство Пимена Алексеевича, владевшего поместьями в Нижегородском уезде (1621), имевшего двух   сыновей: Ивана и Нефеда. Род записан во вторую часть родословных книг Ярославской и Тамбовской губерний России, по непризнанию древности герольдией Правительствующего Сената. Герб внесен в Общий гербовник дворянских родов Российской империи, часть 10, стр. 38.
3. Потомства Федора Афанасьевича, который умер от ран полученных при осаде Смоленска (1634). В потомстве были: Арефа - дьяк холопьего приказа (1646), Афанасий - дьяк земского, литовского, большого прихода и денежного сбора, ямском (1661 по 1677), Дементий Минич - думный дьяк, печатник, думный дворянин; Иван Башмаков - подполковник (1696) при взятии Азова; Иван Пименович, Иван Леонтьевич, Лукьян Иванович - стольники при Петре I, потомство стряпчего Лукьяна Ивановича Башмакова, верстанного поместьем (1674). Дмитрий Евлампиевич, кавалергардского полка полковник, потом действительный статский советник, женат на Варваре Аркадьевне Италийской, графине Суворовой-Рымнинской. От этого брака осталось несколько детей (Герб V. № 106).

## Описание гербов

#### Герб рода Часть X. № 38
Щит разделён на три части, из коих в первой в голубом поле серебряный якорь (польский герб Котвица), во второй в серебряном поле выходящая из облака облечённая в латы и держащая меч рука (польский герб Малая Погоня), а в третьей пространной в красном поле золотой стоящий на задних лапах лев, обращённый в правую сторону и держащий в правой лапе серебряную стрелу остриём вверх.
Щит увенчан дворянским шлемом и короной с тремя страусовыми перьями. Намёт на щите голубой и серебряный, подложен серебром и красным. Герб рода Башмаковых внесён в Часть 10 Общего гербовника дворянских родов Всероссийской империи, стр. 38.

#### Герб. Часть V. № 106
Щит разделен диагонально с левого верхнего угла на две части, из которых в правом в голубом поле у подошвы щита видна половина серебряной крепости с башней о пяти зубцах, а в левой части в золотом поле рука в латах с саблей. Щит увенчан обыкновенным дворянским шлемом с дворянскою на нем короною, на поверхности которой изображена рука в латах с саблей. Намёт на щите голубой, подложен золотом.

## Известные представители
- Башмаков Петр Афанасьевич — воевода в Малмыже (1619).
- Башмаков Василий Кузьмич — стольник (1627).
- Башмаковы: Яков Семенович, Василий Меркурьевич — стряпчий с платьем (1627)
- Башмаковы: Фома Константинович, Дмитрий Васильевич — стольники патриарха Филарета (1627-1629).
- Башмаков Лукьян Федорович — письменный голова в Тобольске (1630-1631).
- Башмаков Филон Григорьевич — воевода в Бежецком-Верхе (1631).
- Башмаков Дементий Минич — думный дьяк (1664), дворовый и печати дьяк (1684)[6]
- Башмаков Осип Григорьевич — воевода в Твери (1677-1678)[7].
- Башмаковы: Андрей Васильевич, Андрей Ильич, Иван Леонтьевич, Кузьма Филатович, Калина Яковлевич, Михаил Васильевич, Родион Григорьевич, Яков Васильевич, Борис Иванович. Дмитрий Федорович, Иван Васильевич, Михаил (большой) Петрович, Михаил (меньшой) Петрович, Моисей Романович, Никита Иванович — стольники (1679-1692)[6].